# Вольден, Брит
Брит Вольден (норв. Brit Volden, 4 апреля 1960) — норвежская ориентировщица, призёр чемпионатов мира по спортивному ориентированию.

## Спортивная карьера
Брит Вольден дважды завоёвывала серебряные медали на индивидуальных дистанциях чемпионатов мира 1981
и 1985 годов.
Чемпионка мира в женской эстафете 1987 года.
По итогам выступлений в 1984 и 1988 годах заняла второе место в общем зачете Кубка мира.
За свою спортивную карьеру выступала за спортивные клубы Kongsberg IF из одноименного города и Bækkelagets Sportsklub из Осло.

## Личная жизнь
Замужем за многократным победителем чемпионатов мира по ориентированию, норвежцем Эйвином Тоном (норв. Øyvin Thon).
В 2005 году супруги Брит Волден и Эйвин Тон в составе группы поддержки норвежского лыжника и многократного паралимпийского чемпиона Като Заль Педерсена (норв. Cato Zahl Pedersen) покорили восьмитысячник Чо-Ойю (8201 м.) в Гималаях.